# Veljko Milković
Veljko Milković (szerb cirill betűkkel: Вељко Милковић, olvasd Véjkó Milkovity; Szabadka, 1949. november 13. –) feltaláló és ökológiai kutató. Jelenleg Újvidéken él. Amatőr archeológusként is ismert, a szabad energiamozgás találmányán dolgozik. Ezekben a témákban már számos könyve megjelent. Munkáját több ízben kitüntetéssel jutalmazták. Tagja a Belgrádi Tudományos Akadémiának. Mintegy száztíz találmánya közül huszonhármat jegyeztek be hivatalosan.

## Találmányok

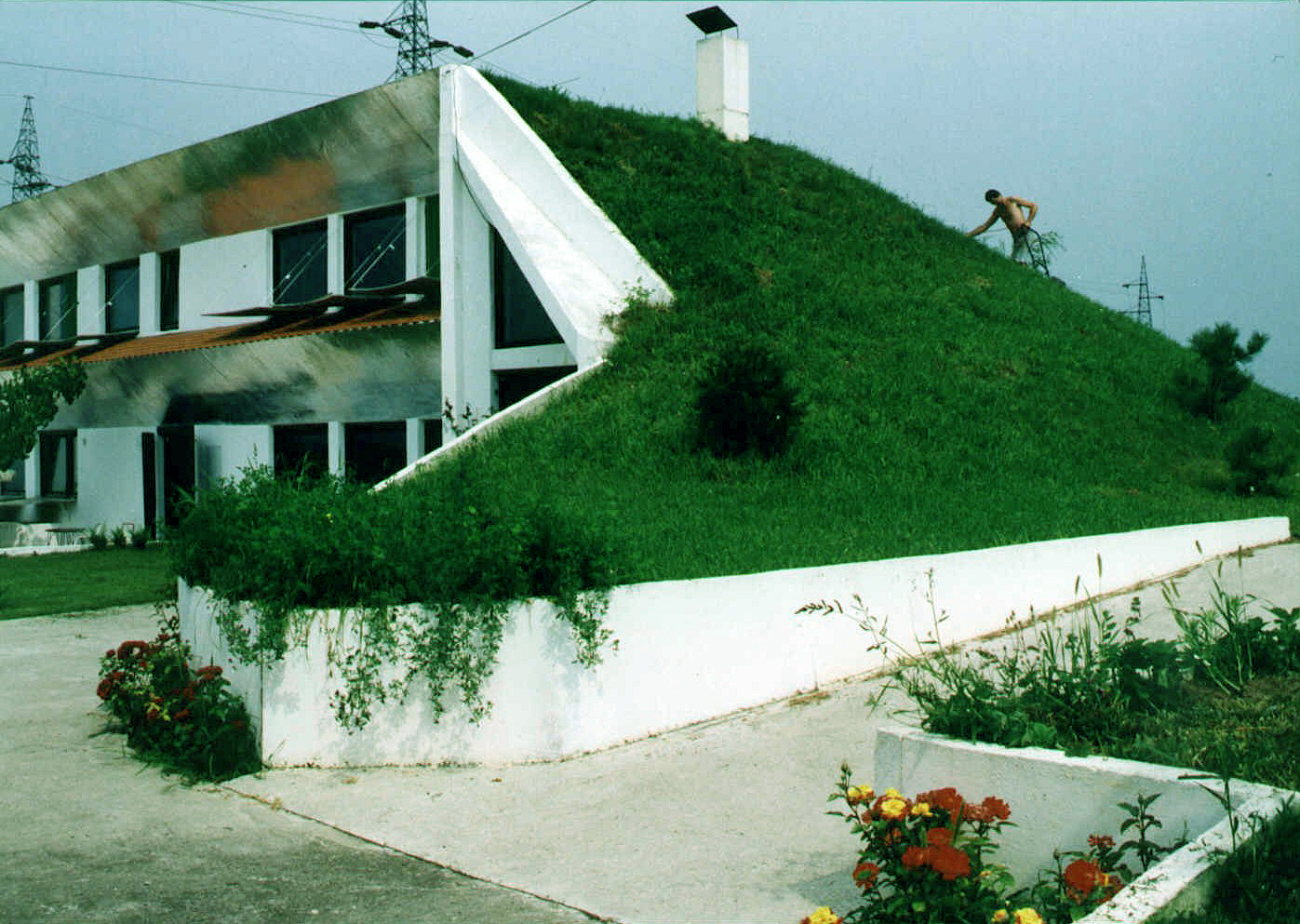
Az ön-fűthető öko-földházat

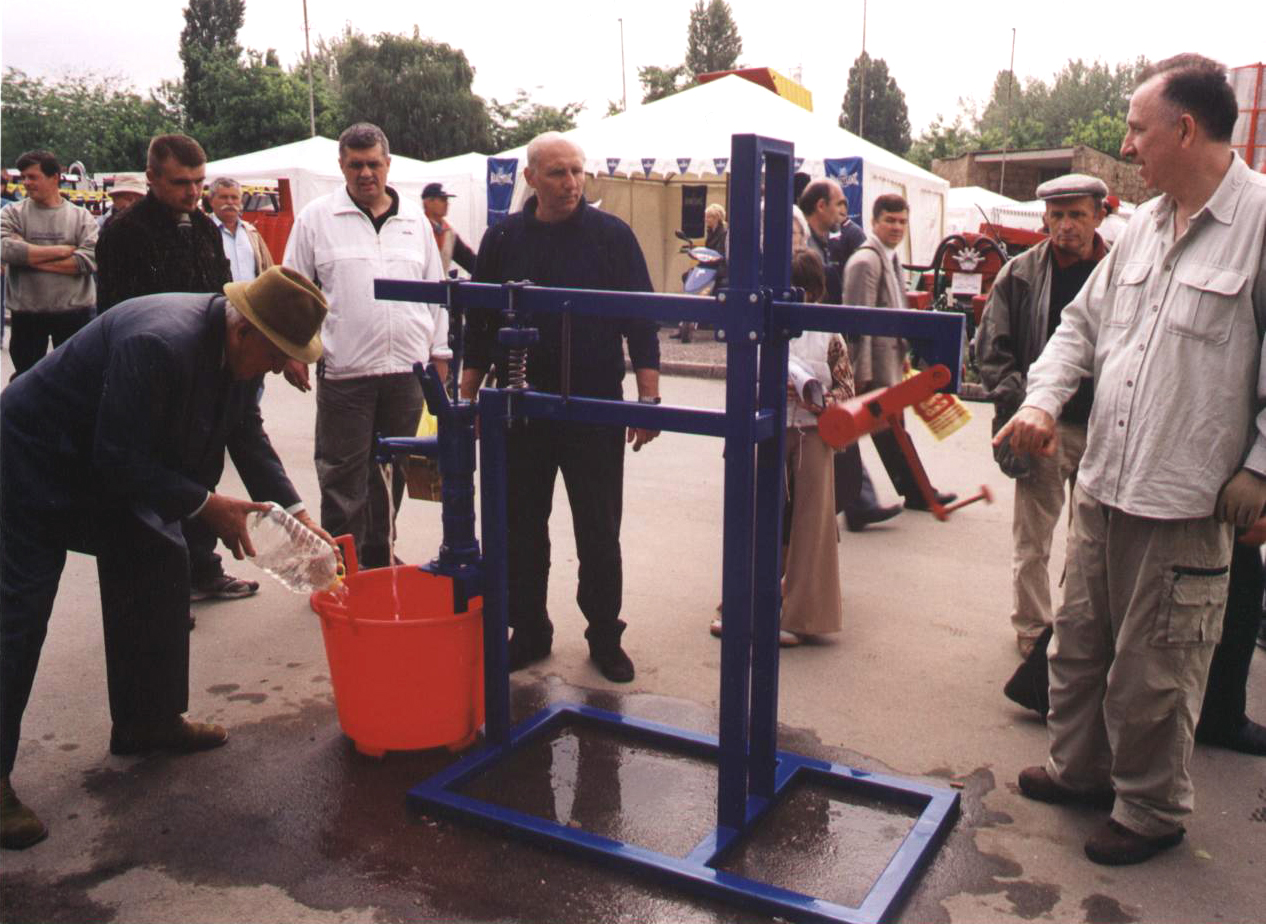
A kézi ingás vízpumpa

Feltalálta az ön-fűthető öko-földházat, de számos egyéb ökológia találmánya is az érdeklődés középpontjába került: polythene üvegház, üvegházak fényvisszaverő felülettel, gombakertek. Számos találmánya a hétköznapokban is használatos, egyszerű dolgokhoz kapcsolódik, mint pl. autonóm elemtöltő, univerzális szerszám sorozat, vagy például a gyógyászati segédeszköz: az aranyérben szenvedők részére kialakított WC ülőke.
Néhány találmányával Milkovity új fejezetet nyitott a mechanika területén, hiszen úgy kombinált két egyszerű gépet, az ingát és az emelőrudat, hogy azzal új mechanikai effektusokat hozott létre. A feltaláló ebben a kategóriában, amit impulzus-gravitációs gépeknek nevez, valósította meg alapvető találmányait (ilyenek az Ingás kocsi, a Kétfokozatú mechanikai oszcillátor, a Kézi ingás vízpumpa), melyek bizonyos értelemben az ingás emelő rendszerbe tartoznak.

## A Péterváradi Vár
Veljko érdeklődési körébe tartozik a Péterváradi Vár feltárása Újvidéknél. Elmondja, hogy a vár alatt található labirintusokban a földalatti útkereszteződésekben ”↑”, ”Y” és ”T” jelzésű mintaképekre bukkant. Ezek tették lehetővé számára a kutatást és a vár biztonságos feltárását. A Péterváradi Várban végzett kutatómunkájáért az Újvidéki Városi Múzeum köszönetét fejezte ki.
1983-ban Veljko Milković és Srećko Drk megalapították a “Péterváradi Vár baráti körének klubját” a péterváradi ”Vladimir Nazor” könyvtár épületében. A kutató 1997-ben megjelentet egy cikket, melynek címe: “A Péterváradi vár rejtélyei”. Majd cikksorozatot, forgatókönyvet és könyvet ír a várról és a föld alatti labirintusokról. Írásaiban és várlátogatások alkalmával egyaránt felhívja a figyelmet a labirintusokban rejlő veszélyekre, de egyben a Péterváradi Vár, a Fruška Gora (Tarcal-hegység),  Szerémség (Szerbia) és a Duna-medence középtérségének kiváló turisztikai adottságaira is.

## Díjak és elismerések
Tudományos munkáját számos hazai és külföldi elismeréssel díjazták, többek között 2002-ben átvehette  “Újvidék város díszoklevelét – a November plakettet” az ökológia és energetika terén nyújtott kiemelkedő munkájáért, és ugyancsak 2002-ben találmánya, a kézi ingás vízpumpa az Újvidéki vásár aranyérmese lett.

## Bibliographia
Veljko Milković 12 könyvet írt, és 6 kiadványa jelent meg.

### Könyvei
- Napelemes földházak – a jövő otthona ("Solarne zemunice – dom budućnosti") (1983.)
- Ökológiai házak ("Ekološke kuće") (1991.)
- Élelmiszer termelő erdők ("Šume za proizvodnju hrane – zamena za njive") (1992. még ugyanabban az évben megjelent Esperanto nyelven is)
- Az anti-gravitáció felé – kompakt járművek ("Ka antigravitaciji – kompaktna vozila") (1994.)
- Antigravitációs  motor / Anti-gravity Motor ("Antigravitacioni motor / Anti-gravity motor") (1996. – lefordították Angol nyelvre)
- Perpetuum mobile (2001.)[13]
- Pétervárad a legendákon és a valóságon keresztül ("Petrovaradin kroz legendu i stvarnost") (2001.)[14]
- Pétervárad és Szerémség – a múlt rejtelme ("Petrovaradin i Srem – misterija prošlosti") (2003.)[15]
- A rejtelmek világa – új meglátások ("Svet misterija – novi pogledi") (2004.)[16]
- A Péterváradi Vár – föld felett és föld alatt ("Petrovaradinska tvrđava – podzemlje i nadzemlje") (2005.)
- Új  turisztikai lehetőségek ("Novi turistički potencijali") (2006.)
- Péterváradi Vár – a felfedezés kozmikus labirintusa ("Petrovaradinska tvrđava – kosmički lavirint otkrića") (2007.)[17]
- Gravitacione mašine – od Leonarda da Vinčija do najnovijih otkrića (2013.)
- Kako sam pobedio hemoroide (2015.)
- Energetska prekretnica ili apokalipsa (2016.)
- Panonska Atlantida (2020.)
- Reflektujući paneli za solarnu klimatizaciju i zdravstveno bezbedno stanovanje (2020.)
- Energija oscilacija: od ideje do realizacije (2020.)

### Cikkek és feljegyzések
- "Alacsony energiaszükségletű élet" ("Niskoenergetski život"), (1996.)
- "A folyótorkolat energiai lehetőségei" ("Energetski potencijal rečnog zaliva"), (1996.)
- "Az előző civilizáció" ("Prethodna civilizacija"), (1999.)
- "A Péterváradi vár rejtelmei" ("Misterije Petrovaradinske tvrđave"), (1999.)
- "Péterváradi vár a legenda és a valóság között" ("Petrovaradinska tvrđava između legende i stvarnosti"), (1999.)
- "Eltűnt civilizációk" ("Nestale civilizacije"), (2000.)